# سیلویو کرول
سیلویو کرول (آلمانی: Sylvio Kroll؛ زادهٔ ۲۹ آوریل ۱۹۶۵) ژیمناست هنری اهل آلمان بود.